# San Giuliano (Piero della Francesca)
San Giuliano è un affresco staccato frammentario (130×80 cm) di Piero della Francesca, proveniente dall'ex-chiesa di Sant'Agostino di Sansepolcro e databile al 1454-1458, lo stesso periodo degli affreschi delle Storie della Vera Croce ad Arezzo. Oggi è conservato nel Museo Civico di Sansepolcro, nella stessa sala della Resurrezione e del San Ludovico di Tolosa, sempre di Piero della Francesca.

## Descrizione e stile
San Giuliano l'ospitaliere era un cavaliere, ma in questo affresco non porta l'armatura, in favore di un elegante abbigliamento quattrocentesco con mantello rosso. La sua figura originariamente era intera, ma durante lo stacco, operato in antico, venne parzialmente perduta.
Notevole è la resa degli effetti di luce ed ombra, com'è evidente nel panneggio della stoffa e nella rotondità plastica del volto. La fisionomia del giovane, forse un ritratto di una assistente di Piero, ricorre in numerose altre opere giovanili e nell'Angelo del ciclo di Arezzo. L'aureola è in prospettiva, come si trova nei decenni centrali del Quattrocento, e lo sfondo è neutro, imitante un marmo verde.